# Georges Schiltz
Georges Schiltz (* 3. Februar 1901 in Luxemburg; † 29. Dezember 1981 ebenda) war ein luxemburgischer Radrennfahrer.

## Sportliche Laufbahn
Schiltz war Teilnehmer der Olympischen Sommerspiele 1924 in Paris. Beim Sieg von Armand Blanchonnet im olympischen Einzelzeitfahren wurde er als 25. klassiert. Die Mannschaft Luxemburgs mit Schiltz, Nicolas Rausch, Louis Pesch und Jean-Pierre Kuhn kam in der Mannschaftswertung auf den 8. Platz.
1923 wurde er Vize-Meister im Straßenrennen der Amateure hinter Nicolas Engel.